# Коняров, Пётр Захарович
Пётр Захарович Коняров (1885, Пловдив — 1953, Яхрома) — российский и советский хирург, гинеколог. Работал врачом на территории Дмитровского района (Дмитровского уезда)  Московской области.

## Биография
Пётр Захарович родился в 1885 году в городе Пловдиве, Болгарии. В 1902 году поступил на учёбу в Московский университет. По окончании медицинского факультета университета приехал на работу в Дмитровский уезд Московской губернии.
По приглашению Дмитровского земства начал трудовую деятельность врачом Рогачёвского врачебного участка. Территория участка включала более 85 деревень (более 20 тыс. жителей). В 1916 году врач вместе с семьёй поселился в селе Обольяново.
В 1914 году Коняров организовывал госпиталь в селе Синьково. С 1923 года начал работать хирургом и гинекологом в Яхромской больнице.
В ноябре-декабре 1941 года, когда город Яхрома, был захвачен немецкими войсками, он организовал тайный госпиталь в подвале Троицкого собора для раненых жителей города и советских солдат.
После войны добился открытия родильного отделения Яхромской больницы в котором трудился, уже находясь на пенсии.
Умер Пётр Захарович в 1953 году, был похоронен на Перемиловском кладбище.

## Память
В 1978 году Решением иполкома Яхромского совета в городе Яхроме в честь Конярова была переименована улица Больничная.